# Kudina
Kudina – wieś w Estonii, w prowincji Jõgeva, w gminie Palamuse.